# Liste des épisodes de Sonny
 (janvier 2013).
Cet article présente la liste des épisodes de la série télévisée américaine Sonny.
| Saisons | Saisons | Épisodes | Première diffusion | Dernière diffusion |
| ------- | ------- | -------- | ------------------ | ------------------ |
|         | 1       | 21       | 13 mai 2009        | 27 janvier 2010    |
|         | 2       | 26       | 8 septembre 2010   | 25 juin 2011       |

## Saison 1: 2009
| Tout # | Saison # | Titre                                                             | Réalisateur              | Scénaristes                                    | Diffusion États-Unis | Diffusion France | Code de Production |
| --- | -------- | ----------------------------------------------------------------- | ------------------------ | ---------------------------------------------- | -------------------- | ---------------- | ------------------ |
| 1 | 1        | Débuts Difficiles Sketchy Beginnings                              | David Trainer            | Michael Feldman (en) et Steve Marmel           | 8 février 2009       | 13 mai 2009      | 101                |
| À la suite d'un concours national, Sonny débarque à Hollywood pour jouer dans sa série préférée : Sketches à Gogo ! Elle est très bien acceptée par Zora, Nico, et Grady, mais pas par Tawni. Sonny propose une idée de sketch d'"Abeilles Maladroites" qui déplaît à Tawni, alors elle décide de ne pas le jouer. Sonny commence à en avoir assez de son attitude et écrit un sketch sur une abeille rebelle qui fait référence à son arrivée dans l'émission. Sketches : - Dolphin Boy : Un garçon moitié humain, moitié dauphin, interprété par Grady. - Sketches Mentionnés : - L'estomac et le vomi - La mère et le bébé - La poule et l'œuf - La reine des abeilles : Sketch écrit par Tawni, Tawni incarne la reine des abeilles. - L'abeille Maladroite : Idée proposée par Sonny, Tawni doit incarner une abeille maladroite. - L'abeille Rebelle : Sketch écrit par Sonny, c'est une abeille qui se rebelle en rappant. Invités : Nancy McKeon est Connie Munroe et Michael Kostroff est Marshall Pike Absents : Sterling Knight (Chad Dylan Cooper) qui n'apparait qu'à partir du deuxième épisode. |          |                                                                   |                          |                                                |                      |                  |                    |
| 2 | 2        | Le Pique-Nique de la paix West Coast Story                        | David Trainer            | Michael Feldman (en) et Steve Marmel           | 8 février 2009       | Inconnu          | 104                |
| Depuis toujours, les séries "Sketches à Gogo" et "Mackenzie la belle vie" sont en compétition. Sonny rencontre Chad Dylan Cooper, la star de "Mackenzie la belle vie" et essaye de réconcilier les deux émissions en organisant un pique-nique, mais le pique-nique a été saboté par les Mackenzie. Sonny commence s'énerver et défie "Mackenzie la belle vie" aux Chaises Musicales. Le perdant doit dire du bien du gagnant dans son émission. Chad perd et doit dire dans un épisode de "Mackenzie la belle vie" que "Sketches à Gogo" est son émission préférée. Sketches : - La restauration super-rapide de Fasty's : Un fast-food qui sert les gens hyper rapidement en lançant les commandes sur les clients. - Sketch Mentionné : - Madge la serveuse : Sonny interprète une grosse serveuse. Invités : Jillian Murray est Portlyn Référence à : West Side Story |          |                                                                   |                          |                                                |                      |                  |                    |
| 3 | 3        | Sonny et Mackenzie la belle vie Sonny at the Falls                | Eric Dean Seaton         | Phil Baker et Drew Vaupen                      | 15 février 2009      | 112              |                    |
| Les acteurs de Sketches à Gogo sont jaloux de Mackenzie la Belle vie car ils sont mieux traités qu'eux. Sonny écrit un sketch sur des super-héros nuls, mais les autres ne l'aiment pas et plantent Sonny à table. Chad voit une belle occasion de semer le trouble à Sketches à Gogo, alors il prétend être plus gentil qu'eux et invite Sonny à "Mackenzie la belle vie". Lorsque les autres voient Sonny là-bas, ils voient ça comme une trahison et Sonny s'en va. Mais elle leur manque et ils iront même jusqu'à se déguiser en Super-Héros nuls pour que Sonny revienne. Sketches : - L'escadron des cinq nuls : "Flatulence", "Prise de tête", "Electrica Statique", "Bébé Robo" et "la fille en papier bulle" sont des super-héros complètement nuls. Invités : Jillian Murray est Portlyn et Wendy Worthington est Brenda |          |                                                                   |                          |                                                |                      |                  |                    |
| 4 | 4        | Courrier des fans You've got fan mail                             | Philip Charles MacKenzie | Phil Baker et Drew Vaupen                      | 22 février 2009      | 107              |                    |
| Sonny voit qu'elle est la seule à ne pas recevoir de courrier de fans, alors elle s'écrit une lettre de fans de la part d'un certain Éric, et la lit à Marshall et Tawni. Pendant ce temps, Nico et Grady trouvent une boite qui appartient à Zora mais ils ne doivent pas y toucher. Chad fait un film où il incarne un postier et suit Josh le postier durant sa tournée. Marchall est tellement ravi pour Sonny qu'il veut inviter le fan en question qui n'existe pas. Sonny se déguise alors en Éric pour se sauver la mise, mais Tawni commence à draguer "Éric" et fait également des confidences sur Sonny à "Éric", entre autres, qu'elle est plus douée qu'elle ne le pensait. Sonny découvre sous le déguisement que Tawni cachait ses lettres de fans et se révèle à Tawni. Tawni veut se venger en faisant en sorte que Sonny rencontre Éric pendant l'émission, en direct. Chad sauve la mise à Sonny en se déguisant en Éric, provoquant une certaine incrédulité chez Tawni. Nico et Grady finissent par ouvrir la boite de Zora et découvrent Zora cachée à l'intérieur avec des biscuits et leur fait peur. Sketches : - Comment danser quand on a une envie pressante ? : Un jeu télévisé fictif destiné à montrer des différentes danses en ayant une envie pressante. - Sketch Mentionné : - Bébé Waa Waa : Sonny est un bébé qui ne dit que "Waa Waa" Invités : Michael Kostroff est Marshall Pike, Brent Tarnol as Josh Référence à : You've got mail Remarque : - Dans cet épisode, Sonny dit qu'elle a un nouveau portable mais il apparait déjà dans l'épisode 2, Tout ça parce que l'épisode 2 a été filmé après. |          |                                                                   |                          |                                                |                      |                  |                    |
| 5 | 5        | Les Tricheuses Cheater Girls                                      | Eric Dean Seaton         | Dava Savel (en)                                | 1er mars 2009        | 105              |                    |
| Alors que Sonny et Tawni font le sketch des "Deux Caissières", la mère de Sonny découvre son "D" en géométrie et la menace de la retirer de l'émission si elle ne réussit pas le prochain examen. Tawni lui conseille de tricher mais Sonny refuse et demande à Zora de l'aide. Nico tombe amoureux d'une figurante du sketch des caissières et il essaie de la séduire. Sonny est tellement focalisée sur les "Deux Caissières" qu'elle ne suit pas les cours de Zora et Zora laisse tomber. Sonny finit par écrire les réponses sur sa main mais elle culpabilise trop et se dénonce. Nico finit par acheter un serpent pour essayer de faire peur à la figurante mais il est lui-même terrifié et s'en va. Marshall retire alors de l'émission Sonny pour avoir triché et Tawni pour avoir incité Sonny à tricher. Les deux caissières seront alors interprétées par Nico et Grady mais Sonny et Tawni finissent par avoir leur examen et ne parviennent pas à passer la porte des coulisses, alors passent par les escaliers des coulisses et finissent par faire leur sketch. Nico finit par parler à la figurante et il découvre qu'elle a une voix d'homme et s'en va en courant. Sketches : - Les Deux Caissières : Sonny et Tawni interprètent deux caissières qui travaillent dans un supermarché, sont mal élevées et insultent les gens en utilisant la phrase "Tu encaisse ?" Invités : Michael Kostroff est Marshall Pike, Vicki Lewis est Mlle Bitterman, et Nancy McKeon est Connie Munroe Absents : Sterling Knight (Chad Dylan Cooper) Référence à : The Cheetah Girls |          |                                                                   |                          |                                                |                      |                  |                    |
| 6 | 6        | L'Anniversaire de Chad Three's Not Company                        | Eric Dean Seaton         | Amy Engelberg et Wendy Engelberg               | 8 mars 2009          | 106              |                    |
| Chad invite Sonny et Tawni à son anniversaire mais Sonny refuse d'y aller car elle reçoit pendant une semaine sa meilleure amie du Wisconsin : Lucy. Mais quand Tawni s'incruste entre elles, Lucy s'attache plus à Tawni et Sonny devient jalouse. Pendant ce temps, Nico et Grady en ont assez que Murphy, l'agent de sécurité, vole leurs pizzas à l'entrée des studios. Ils conçoivent alors une pizza où ils ajoutent le poivre le plus épicé du monde et Grady la donne à Murphy déguisé en livreur. Quand Murphy en prend une bouchée, il se brule et part en courant. Quand Lucy veut aller à l'anniversaire de Chad, Sonny ment en disant ne pas être invitée. Tawni débarqua chez Sonny pour venir chercher Sonny et Lucy et les emmener à l'anniversaire de Chad et Lucy apprend que Sonny a été invitée et lui en veut. Quand Sonny essaie d'entrer à l'anniversaire de Chad, on lui refuse l'accès parce qu'elle a décliné l'invitation. Nico et Grady apprennent que Murphy est à l'hôpital et croient qu'ils l'ont empoisonné. Sonny rentre quand même et est poursuivie par les agents de sécurité. Elle finit par s'excuser à Lucy mais en se faisant un câlin, elles ont fait tomber les grands panneaux en carton à la manière d'un "Domino Express" et le plus grand tomba sur Chad qui tomba la tête la première dans un gâteau. Lorsque Nico et Grady font irruption à l'hôpital, Murphy est sous une couverture et ils croient qu'il est mort, mais lorsqu'il sort de sous la couverture en faisant peur à Nico et Grady, il leur propose une part de pizza épicée pour que justice soit rendue et se brulent également. Sketches : - Le sac à dos anti-brutes : Publicité fictive présentant un sac équipé d'un gant de boxe. - Sketch mentionné : - Le salon de coiffure : Sonny présenta son idée de sketch à Lucy en interprétant la coiffeuse qu'elle connaissait du Wisconsin. Invités : Eden Sher est Lucy, Steve Hytner est l'agent Murphy Absents : Allisyn Ashley Arm (Zora Lancaster) Référence à : Three's Company |          |                                                                   |                          |                                                |                      |                  |                    |
| 7 | 7        | Les Potins de Sharona Poll'd Apart                                | David Trainer            | Amy Engelberg et Wendy Engelberg               | 15 mars 2009         | 110              |                    |
| Sonny et Tawni découvrent sur le blog "Les potins de Sharona" que des horreurs sur Tawni sont écrites elle et se complexe à propos de ça. Nico et Grady essayent chacun de persuader Chad d'aller avec lui aux Oscars de la Provoc' dans sa nouvelle décapotable, ils se font une grande compétition. Sonny découvre après que Tawni porte une perruque chauve et décide d'aller voir Sharona pour lui dire d'arrêter de dire des méchancetés sur son blog. Mais Sonny dit également à Sharona que Tawni avait mis une perruque chauve et elle le remodela en "Tawni est chauve". Sonny décida alors de faire un sketch pour vaincre Sharona : La méchante sorcière du web. Sharona s'énerva et envoya à Sonny et Tawni un panier rempli de charcuterie contenant des menaces leur disant de pas aller aux Oscars de la Provoc'. Chad finit par dire à Nico et Grady qu'il n'emmènerait ni l'un ni l'autre, et ils se rendirent compte qu'il s'est servi d'eux. Pour vaincre Sharona, ils ont décidé de venir aux Oscars avec la même tenue qu'elle pour en finir et elle se ridiculisa en tombant dans une mare. On voit que juste avant, Chad était sur le point de partir aux Oscars quand il se rendit compte que sa batterie de voiture a été volée. Elle a été remplacée par un panier de beignets avec un petit mot de Nico et Grady. Sketches : - La méchante sorcière du web : Sketch caricaturant Sharona en la représentant comme une sorcière qui tire son pouvoir d'internet. Invités : Elisa Donovan est Sharona et Lily Holleman est Monsinger, l'assistante de Sharona |          |                                                                   |                          |                                                |                      |                  |                    |
| 8 | 8        | L'Interview Fast Friends                                          | David Trainer            | Michael Feldman (en) et Steve Marmel           | 29 mars 2009         | 102              |                    |
| Sonny va se faire interviewer par Santiago Geraldo, présentateur du "Zapping des préados" mais Chad y voit une occasion de redorer son blason car il a été filmé auparavant en train de donner un coup de pied à un petit chien. Nico et Grady voudraient acheter une console qui coûte très cher. Pour ce faire, ils décident de vendre aux enchères des objets appartenant à Tawni qui leur font gagner beaucoup d'argent. Quand la caméra de Santiago tombe en panne, Sonny découvre que Chad s'est servi de son interview et se déchaine sur lui, mais elle découvre que Santiago a filmé la scène et elle y a terni son image ; Sonny passe pour une actrice qui fait des caprices de Diva et Chad pour une victime. Pendant ce temps, Tawni attrape Nico et Grady dans leur affaire et va se venger. Chad est en train de construire des niches pour des chiens devant la caméra de Santiago, mais Sonny débarque, destinée à redorer son blason elle aussi. Une fois Santiago parti, Chad dit indirectement à la caméra cachée dans la casquette de Sonny comment il s'est servi de son interview. Nico et Grady sont condamnés à servir Tawni pendant une durée indéterminée. Sketches : - Le combat des mamies catcheuses : Sketch représentant deux mamies (interprétées par Nico et Grady) en train de s'affronter, à la manières des mamies. Invités : Rich Ceraulo est Santiago Geraldo Absents : Allisyn Ashley Arm (Zora Lancaster) |          |                                                                   |                          |                                                |                      |                  |                    |
| 9 | 9        | Le Faux Rendez-Vous Sonny with a chance of dating                 | Eric Dean Seaton         | Cindy Caponera                                 | 12 avril 2009        | 111              |                    |
| Sonny rencontre James Conroy, qui est invité dans "Mackenzie la belle vie" et il veut l'inviter à sortir. Quand Tawni l'apprend, elle déconseille à Sonny de sortir avec lui car il plaque très vite les filles et Tawni lui a dit que sa "meilleure amie" en a fait l'expérience. Nico et Grady cherchent à s'empiffrer de Yaourt à la cafétéria mais sont attrapés par Murphy et bannis de la cafétéria. Sonny ignore les avertissements de Tawni et va quand même au rendez-vous. Sonny reçut alors un bouquet de fleurs de James. Tawni demanda alors à Chad de l'aider à protéger Sonny. Une fois au rendez-vous, Tawni et Chad débarquent et interrompent Sonny et James. Sonny s'énerve contre elle et découvre que c'est elle qui est sortie avec James et qu'il l'a plaquée. Zora décida d'aider Nico et Grady en devenant Sally Jenson, L'avocate des enfants et en allant plaider la cause de Nico et Grady à Murphy. Mais Zora enpira les choses car elle conseilla à Murphy de leur donner des travaux d'intérêt général dans la cafétéria le soir. James finit par envoyer un bouquet de fleurs non pas à Sonny mais à Tawni. Lorsqu'elles apprirent ça, elles décidèrent d'organiser un faux rendez-vous entre Chad et Sonny pour faire en sorte qu'il désire à nouveau Sonny et qu'il ne puisse pas l'avoir. Mais Nico et Grady débarquèrent et posèrent des questions à Chad et Sonny. James en eut assez et redemanda à Sonny de sortir avec lui mais elle refusa ce qui fit réussir le plan. Plus tard, Nico et Grady ont balayé la cafétéria et réalisèrent qu'ils étaient seuls avec la machine à Yaourt et commencèrent à s'empiffrer mais Murphy les attrapa à nouveau. Sketches : - Sketch Mentionné : - Le salon de thé de Boston : Sonny incarne une théière. - Sally Jenson, L'avocate des enfants : Zora incarne une avocate qui s'occupe de problèmes d'enfants comme vol de sucettes. Invités : Kelly Blatz est James Conroy et Steve Hytner est l'agent Murphy |          |                                                                   |                          |                                                |                      |                  |                    |
| 10 | 10       | Sonny et la Petite Peste Sonny and the studio Brat                | Eric Dean Seaton         | Amy Engelberg et Wendy Engelberg               | 26 avril 2009        | 114              |                    |
| Sonny va s'occuper d'une petite fille défavorisée nommée Dakota et lui faire visiter les studios, mais Dakota veut rencontrer Chad Dylan Cooper. Quand Zora la voit, elle dit que c'est une chipie mais personne ne la croit. Pendant ce temps, Tawni s'énerva contre Nico et Grady parce qu'ils apparaissent dans un magazine avec des pantalons de ploucs. Ils décidèrent d'avoir l'air plus cool en allant construire une fausse boite de nuit intitulée le Sous-Sol à partir de décor de l'émission et de se faire photographier dedans. Chad ne veut pas rencontrer Dakota et Sonny doit essayer de la distraire autrement mais Dakota veut uniquement rencontrer Chad, au point de donner des coups de pied à Sonny. Ils finissent par voir que c'est une chipie mais ils découvrent également qu'elle est la fille du propriétaire des studios Condor : M. Condor. Ils découvrent aussi que Cœurs Heureux et Aide aux Démunis, l'association pour enfants défavorisés, n'existe pas et que c'est une invention de Dakota destinée à pouvoir la faire rencontrer Chad. Ils doivent tout faire pour qu'elle soit heureuse, sinon M. Condor supprime leur émission. Sonny décide d'utiliser le Sous-Sol pour que Dakota rencontre Chad. Tawni, Nico et Grady sont devenus cools et reçoivent des appels de stars pour qu'ils les fassent entrer au Sous-Sol, mais M. Condor demande également à Tawni, Nico et Grady de le faire entrer au Sous-Sol. Sonny demanda à Chad d'aller rencontrer Dakota, mais il veut en échange entrer au Sous-Sol pour avoir l'air cool aussi. Quand Chad rencontre Dakota, elle l'oblige à danser avec elle et il veut s'en débarrasser. Mais quand M. Condor arrive, Chad dit que Dakota est une petite peste devant M. Condor avant de se rendre compte que c'est sa fille. M. Condor se fache également contre Sonny car elle a emmené sa fille dans une boite de nuit d'Hollywood. Mais Sonny fait tomber le décor et tout le monde découvre que c'est une fausse boite. Sonny expliqua qu'elle a fait ça pour Dakota et M. Condor la croit. Sketches : - Sketches mentionnés : - Le Sous-Sol : C'est une boite de nuit hyper-branchée. Sketch d'où vient le décor de la fausse boite de nuit. - Pantalons Fromage : Sketch où Nico et Grady portaient des pantalons de ploucs. Invités : Genevieve Hannelius est Dakota Condor, Daniel Roebuck est M. Condor. Remarques : - Dallas Lovato, la grande sœur de Demi Lovato est l'actrice qui danse avec Nico. - Dans cet épisode, Dakota casse un gnome, pourtant il est intact dans les autres épisodes. |          |                                                                   |                          |                                                |                      |                  |                    |
| 11 | 11       | Le Bal de fin d'année Promises, Prom-misses                       | David Trainer            | Dava Savel (en)                                | 3 mai 2009           | 109              |                    |
| Sonny a manqué la bal de fin d'année dans le Wisconsin et décide d'en faire un aux studios. Marshall vient d'obtenir un GPS qui ne marche pas bien et quand Sonny vient lui demander une autorisation pour organiser le bal, il refuse car sinon, il devrait dire oui à tout le monde et ce serait un cauchemar. Elle l'organisa quand même, qu'elle nomma "Bal Secret" et dont son thème est "Une nuit dans les nuages". Elle rencontra Chad dans le couloir qui lui dit qu'il trouvait son idée stupide, alors elle le "désinvita". Zora s'occupa de la sécurité en s'assurant que Marshall ne se trouve pas à proximité. Mais Sonny se fait attraper par Marshall et se retrouve coincée dans son bureau. Nico le fait sortir en se faisant passer pour un animateur de radio au téléphone et envoie Marshall dans sa voiture chercher un cadeau. La nourriture finit par manquer et Sonny est contrainte d'aller en chercher sans même être rentrée. Pendant ce temps, Grady essaie de danser avec une fille, mais il la lâche et se prend la porte où était Sonny ce qui renversa les petits-fours de son assiette. Elle rencontra Chad dans le couloir qui passa devant elle et tenait à venir car il était désinvité. Grady lacha à nouveau la fille qui renversa de la moutarde sur la robe de Sonny et elle fut contrainte d'aller en chercher une autre. Zora dictait dans le GPS de Marshall une fausse route qui le faisant tourner en rond (enfin plutôt en carré). Sonny mit un costume de princesse pour remplacer sa robe mais Tawni s'énerva contre elle parce que les robes étaient similaires et força Sonny à mettre un costume de petite sirène. Nico rentra dans le bureau de Marshall pour voir Zora mais Marshall le reconnut au téléphone et fit demi-tour. Zora courut dire à Sonny que Marshall revenait et ils durent mettre fin au bal. Ils firent semblant de répéter un sketch à l'arrivée de Marshall qui en les voyant travailler décida d'autoriser le bal. Sonny était déçue que son bal ait été une catastrophe mais Chad arriva et dansa avec elle puis les autres arrivèrent et dansèrent avec eux. Sketches : - Sketches mentionnés : - Le Bal de fin d'année : Idée de Marshall similaire à la situation actuelle de Sonny. - La princesse : Sonny porta une robe de princesse venant de ce Sketch ce qui énerva Tawni. - La petite sirène : Sonny porta un costume de petite sirène venant de ce Sketch. Invités : Michael Kostroff est Marshall Pike                                                                                                  |          |                                                                   |                          |                                                |                      |                  |                    |
| 12 | 12       | Opération séparation The Heartbreak Kids                          | Eric Dean Seaton         | Cindy Caponera                                 | 17 mai 2009          | 103              |                    |
| Sonny trouva que Marshall et Mlle Bitterman se sentaient seuls, alors elle s'arrangea pour qu'ils tombent amoureux. Mais quand Mlle Bitterman intervint sur leur sketch, ils ont décidé de tuer leur amour. Sonny et Tawni ont montré une photo de Marshall et sa mère à Mlle Bitterman en disant qu'il vit chez sa mère mais elle leur montre à son tour une photo d'elle et de ses 16 chats. Nico et Grady dirent à Marshall que Mlle Bitterman avait des pieds très bizarres : un très grand et un tout petit. Marshall leur montra son pied qui avait un orteil en plus sur le côté et orné d'une bague. Ils prirent peur et partirent en courant. Une fois en salle de classe, elle leur donna à tous un 20/20 pour pouvoir mettre en scène leurs sketches. Sonny demanda l'aide de Chad pour les séparer et il s'inspira d'un script de Mackenzie la belle vie pour les faire rompre. Ils allèrent sur Lookout Mountain pour commencer leur plan et Chad a également dit à Marshall d'y aller. Nico et Grady mirent un costume de Big Foot, Nico sur les épaules de Grady. Ils allèrent faire peur à Marshall et Mlle Bitterman mais elle sortit de la voiture et commença à battre Nico et Grady pour défendre Marshall. Marshall dit à Sonny qu'il savait ce qu'ils faisaient. Le lendemain, Mlle Bitterman montra à Nico et Grady son interprétation de 12 hommes en colère lorsqu'elle était dans la marine au grand désespoir de ces deux derniers. Sketches : - Les top-models d'Écosse : Défilé de kilts. Invités : Michael Kostroff est Marshall Pike et Vicki Lewis est Mlle Bitterman Absents : Allisyn Ashley Arm (Zora Lancaster) |          |                                                                   |                          |                                                |                      |                  |                    |
| 13 | 13       | Caprices de stars Battle of the Networks' Stars                   | Eric Dean Seaton         | Michael Feldman (en) et Steve Marmel           | 7 juin 2009          | 116              |                    |
| Lorsque Sonny, Tawni, Nico et Grady arrivent dans la cafétéria, Ils découvrent des "sosies" de chacun d'eux. Chad arrive et annonce qu'il fait un film sur lui : Chad Dylan Cooper : La vie de Chad de Cooper, avec Chad Dylan Cooper. Les sosies sont des candidats pour leurs rôles dans son film. Finalement il les prend pour se jouer eux-mêmes, sauf Sonny à qui il fait passer des auditions. Mais elle abandonne et il prend Selena Gomez pour jouer le rôle de Sonny. Selena Gomez répète tous les mouvements de Sonny pour pouvoir bien interpréter son personnage au grand agacement de Sonny. Pendant ce temps, Nico et Grady trainent avec deux sosies qui leur ressemble comme deux gouttes d'eau afin de savoir comment ils impressionnet les filles, mais le faux Grady drague Tawni et le vrai se prend une claque. Selena dit que Sonny et Chad ont des sentiments l'un pour l'autre mais Sonny et Chad le nient. Nico et Grady vont voir leur sosies pour leur demander de s'excuser à Tawni mais le faux Grady se moque d'elle. Nico et Grady provoquent alors un gladiateur d'une série intitulée "les gladiateurs" et se cachent à temps pour voir leur doubles se faire massacrer. Finalement, Selena nomme Sonny sa consultante en Sonny pour qu'elle sache comment interpréter son personnage. Chad s'énerve parce que Sonny rentre sur le plateau pour dire des aneries et s'en prennent tous les deux à Selena qui en a assez et part. En s'énervant contre elle, Sonny que Chad a des yeux pétillants et Chad dit que Sonny a de beaux cheveux. Finalement, Chad prend Sonny pour son rôle. Le lendemain, ils regardent tous Camp Hip-Hop, Une parodie de Camp Rock avec Selena Gomez. Sketches : - Les aventures de Proutsie, La chienne péteuse : Proutsie est une chienne qui parle en pétant. Le maire (Nico) doit passer et le fermier (Grady) voudrait lui préparer du bœuf Strogonoff mais il ne sait pas en faire. Proutsie lui dicte la recette et le diner est une réussite. Invités : Selena Gomez est elle-même Absents : Allisyn Ashley Arm (Zora Lancaster) Remarques : - À la fin, Chad leur dit que son film passe à la télé mais on dirait que c'est le même jour car ils portent les mêmes vêtements. Ce qui est étrange, c'est que Chad a dit à Sonny que le tournage commençait le lendemain. |          |                                                                   |                          |                                                |                      |                  |                    |
| 14 | 14       | Caméra Cachée Prank'd                                             | Carl Lauten (en)         | Kevin Kopelow et Heath Seifert                 | 5 juillet 2009       | 115              |                    |
| Chad annonce qu'il présente une nouvelle émission : "Toutes les stars tombent dans le panneau !". Tout le monde devient paranoïaque et se soupçonnent les uns les autres d'être le complice de Chad. Sonny reçoit une proposition d'audition pour interpréter "Fashionita", sa super-héroïne préférée. Tawni fait comprendre à Sonny que c'est une blague de Chad et Sonny décide de piéger Chad. Mais Chad leur dit trop tard que c'est une vraie audition et que Sonny va la ruiner. Chad leur dit qu'il va faire une blague 100 fois pire que ce qu'il avait prévu et Tawni va le voir pour lui demander de passer l'audition de Fashionita. Nico et Grady la voient et croient qu'elle est la complice de Chad. Nico et Grady préparent alors un piège pour Tawni et mais se retrouvent piégés par leur propre piège. Sonny appelle alors Chad pour lui demander d'arrêter mais il lui dit qu'il va piéger Tawni avec une fausse audition. Ils foncent alors à l'audition pour prévenir Tawni mais ne les écoute pas et se fait piéger. Chad remarque que sa blague ne se passe pas comme il voulait et Zora débarque lui révélant que c'est lui qui était piégé et que c'est son émission de Caméra Cachée. Zora leur explique tout son plan et dit à Chad qu'il est aussi collé au sol, puis qu'on allait verser des excréments d'éléphant sur sa décapotable et qu'il était collé à la fenêtre. Enfin, Tawni répétait le sketch Proutsie avec Proutsie et Tawni se fit insulter par Proutsie. Sketches : - Les aventures de Proutsie, La chienne péteuse : Proutsie est une chienne qui parle en pétant. La petite Susie est tombée dans un puits et Proutsie avertit tout le monde. Finalement Susie est sortie et ça grâce à Proutsie. Invités : Andrew Abelson est le réalisateur Référence à : Punk'd |          |                                                                   |                          |                                                |                      |                  |                    |
| 15 | 15       | La Salle de méditation Tales From the Prop House                  | Eric Dean Seaton         | Dava Savel (en)                                | 2 août 2009          | 117              |                    |
| L'équipe de Sketches à Gogo est expulsée de la pièce des accessoires et on découvre que c'est Chad et l'équipe de Mackenzie la belle vie qui l'ont pris pour faire une salle de méditation. Ils se souviennent des sketches nés dans cette pièce, puis ils décident de s'enchainer à un gnome, mais plusieurs minutes après, ils en ont assez et ils décident de prendre la pièce au-dessus de la pièce des accessoires et de faire un trou pour embêter l'équipe de Mackenzie la belle vie en dessous. L'équipe de Mackenzie la belle vie s'enfuit, sauf Chad qui s'accroche et s'enferme dans le photomaton. Chad découvre le rat qui vit dans le Photomaton et s'enfuit également. Le lendemain, ils ont repris leur pièce, et Chad vint leur apporter des cadeaux. Tawni eut un rouge à lèvres, Zora une lampe pour son sarcophage, et Sonny une photo dédicacée de Chad. Quand Sonny demanda à Chad qu'est-ce que Nico et Grady ont eu, le mur derrière eux s'effondra et on vit Grady sur un chariot élévateur et Nico qui lui courait après. Ils se sont trompés car ils voulaient percer le plateau de Mackenzie la belle vie. Sketches : - Dolphin Boy (Episode 1) : Un garçon moitié humain, moitié dauphin, interprété par Grady. - La fille énervante : Zora interprète une fille qui fait du bruit au cinéma. - Les deux caissières, Première Dispute : Les deux caissières ont leur premier désaccord à propos de la moutarde et de la mayonnaise. Invités : Michael Kostroff est Marshall Pike, Jillian Murray est Portlyn |          |                                                                   |                          |                                                |                      |                  |                    |
| 16 | 16       | Un diner plein de surprises Sonny in the Kitchen with Dinner      | Linda Mendoza            | Danny Warren                                   | 16 août 2009         | 118              |                    |
| Sonny attendait une "couvermanche", une couverture avec des manches, quand Tawni tomba amoureuse de Hayden, un assistant, mais ne sait pas comment s'y prendre alors Sonny leur arrangea un rendez-vous en attendrissant Chad pour avoir des billets pour le match de basket des Lakers. Nico et Grady veulent un sandwich à leur nom, mais Howie, le responsable de la cafétéria, leur dit qu'il faut être célèbre ou faire un sandwich très bon pour avoir un sandwich à leur nom et décidèrent de le créer. Une fois au match, pendant que Tawni se refaisait une beauté, la caméra bisou piégea Sonny et elle fut obligée d'embrasser Hayden mais Tawni les vit et commença à en vouloir à Sonny. Le lendemain, Chad dit à Sonny qu'elle a utilisé les billets de façon irresponsable en faisant référence au baiser. Sonny était coincée dehors car Tawni a bloqué la porte de la loge et décida d'arranger un autre rendez-vous avec Hayden chez elle avec Tawni. Nico et Grady apportèrent leur sandwich à Howie, mais il dit que c'est le pire sandwich qu'il eut mangé. On découvrit après que Chad avait fait un marché avec Howie pour empécher Nico et Grady d'avoir un sandwich. Une fois chez Sonny, Sonny alla aux fourneaux et Tawni fit comme si c'était son appartement. Mais le four ne marcha pas et Sonny dut demander à Nico et Grady d'amener leurs sandwiches. Sonny jeta sans faire exprès son portable dans le broyeur et Chad reçut un coup de fil du téléphone de Sonny en train d'être broyé. Sonny se retrouva coincée dehors et dut demander à Nico et Grady de venir lui ouvrir. Mais Chad débarqua et demanda où est Sonny. Hayden arriva et découvrit la vérité. Finalement tout le monde finit par vomir à cause des sandwiches de Nico et Grady qui était restés hors du frigo pendant 12 heures. La couvermanche de Sonny finit par arriver mais Tawni vomit dedans. Sketches : aucun Invités : Robert Adamson est Hayden, Lanny Horn est Howie, Max Williger est le livreur Absents : Allisyn Ashley Arm (Zora Lancaster) Référence à : Someone's in the Kitchen with Dinah Remarques : - Le Baiser avec Hayden fut le premier baiser à l'écran de Demi Lovato (à ne pas confondre celui de l'épisode 9 avec Chad lorsqu'elle a mis la main). - Pendant le match des Lakers, on voit quelqu'un dans le public qui ressemble à Jack Nicholson. C'est une référence à cet acteur connu pour sa passion des Lakers. - C'est le premier épisode sans Sketch.                                                                                                  |          |                                                                   |                          |                                                |                      |                  |                    |
| 17 | 17       | Tel est pris qui croyait prendre Guess Who's Coming to Guest Star | Eric Dean Seaton         | Michael Feldman (en) et Steve Marmel           | 27 septembre 2009    | 108              |                    |
| Quand Jackson Tyler annule son invitation à Sketches à Gogo, Marshall décide d'inviter Chad à sa place. Quand Sonny découvrit qu'elle devra le sketch avec lui, Chad lui dit qu'elle tombera amoureuse de lui d'ici la fin de la semaine. Marshall convoqua Nico et Grady pour leur dire que Chad allait prendre leur loge. Il leur proposa en échange son bureau et la possibilité d'utiliser Dave pour obtenir tout ce qu'ils veulent. Ils acceptèrent et commencèrent à demander n'importe quoi. Il lui a dit qu'elle allait rêver de lui et se perdre dans ses yeux. Elle rêva finalement de lui et décida de ne pas le regarder. Elle mit un sombrero et un chapeau pendant la répétition mais se perdit quand même dans ses yeux. Marshall vit la scène entre Chad et Sonny et décida de les faire s'embrasser. Nico et Grady profitèrent bien du bureau de Marshall jusqu'à ce que Grady se mette à perdre ses cheveux et que Nico eut des brûlures d'estomac, juste comme Marshall l'avait prédit. Lors du passage en direct, Nico et Grady dirent à Marshall qu'ils lui rendent son bureau mais le cochon s'échappa des mains de Marshall, bondit sur un trampoline et arriva sur les genoux de Sonny et elle le mit devant elle. Chad l'embrassa sans le vouloir et il devint dégouté. Finalement, on vit Chad faire une déclaration d'amour et on vit que c'est le cochon qui rêvait de lui. Sketches : - La belle et le médecin : Chad interprète un médecin si mignon que les filles se blessent pour attirer son attention. Invités : Michael Kostroff est Marshall Pike, David Magidoff est Dave, Paul Butler est Chad (jeune), True Bella est Tawni (jeune). Absents : Allisyn Ashley Arm (Zora Lancaster) Référence à : Guess Who's Coming to Dinner |          |                                                                   |                          |                                                |                      |                  |                    |
| 18 | 18       | Telle mère, Telle fille Hart to Hart                              | Eric Dean Seaton         | Lanny Horn et Josh Silverstein                 | 1er novembre 2009    | Inconnu          | 119                |
| Sonny arrive à convaincre Tawni de renvoyer son manager, mais découvre que c'est sa mère, Tammi, mais Tawni la renvoya aussi en tant que mère. Elle alla alors demander l'asile chez Sonny. Elle prit rapidement goût au confort que lui offrait Sonny et commença à en profiter. Pendant ce temps, Nico et Grady allèrent se servir à volonté de cornichons, mais ils craignaient également de se faire prendre par Murphy. Par chance, Murphy était en vacances et c'est l'agent Jeff qui le remplaça. Il leur donna l'autorisation de se servir à volonté, mais sa marionnette, l'agent Rosben, s'y opposa. On vit que Jeff est fan de Sketches à Gogo alors que Rosben est fan de Mackenzie la belle vie et de Chad Dylan Cooper. Nico et Grady décidèrent d'utiliser les W.C. privés de Chad. Ils se firent interroger par Chad et Rosben dans la pièce des accessoires et Jeff avoua que c'est lui le coupable, car il en avait assez que Rosben lui parle de Chad. Sonny décida avec sa mère de l'exaspérer au point de partir en lui faisant subir un régime fatigant. Finalement, elle appela sa mère pour lui demander de l'emmener hors de cet horrible endroit. Elle lui fit promettre de la laisser prendre les décisions pour sa carrière. Sketches : - La blonde écervelée : Tawni interprète une blonde écervelée qui a sa propre émission de cuisine. - Sketch Mentionné : - La piñata : Tawni interprétait une piñata que Grady frappait à coup de batte de baseball. Invités : Christina Moore est Tammi Hart, Jeff Dunham est l'agent Jeff et Nancy McKeon est Connie Munroe Absents : Allisyn Ashley Arm (Zora Lancaster) |          |                                                                   |                          |                                                |                      |                  |                    |
| 19 | 19       | Les Frères ennemis Sonny in the Middle                            | Eric Dean Seaton         | Lanny Horn et Josh Silverstein                 | 8 novembre 2009      | 113              |                    |
| Sonny offrit à Nico et Grady une chaise pour jeux vidéo à l'occasion de leur anniversaire de l'amitié, mais comme il n'y avait qu'une chaise, ils voulaient tous les deux s'asseoir dessus et finirent par se disputer et rompre leur liens d'amitié. Sonny leur confisqua alors la chaise le temps qu'il ne se réconcilient pas. Chacun remplaça l'autre avec Sonny mais ils firent des blagues sur les noms qui ridiculisèrent Sonny. Ainsi elle s'appela "Maude Grosses-Fesses" et "Bea Qui-Pue". Pendant ce temps, Zora fit semblant d'être triste devant Tawni pour qu'elle l'emmène voir des girafes sur la glace mais c'était des girafes mortes préservées dans de la glace. Chad se fit avoir également par Zora. Pendant l'émission, durant le sketch "Garry et Larry", ils se crièrent ouvertement que l'autre n'est plus rien pour lui. Nico et Grady devaient aller voir "les Bolides du Singe en 3D" ensemble mais depuis leur dispute, ils voulaient y aller chacun de leur côté. Sonny décida de les faire se manquer en les emmenant voir des films qu'ils n'ont pas envie de voir. Elle emmena Grady dans "Cinq Mariages et un Mariage" et Nico dans "L'Union Sacrée des Princesses Secrètes". Finalement, ils redevinrent amis et allèrent voir les Bolides du Singe en 3D avec Zora, Chad et Tawni. Nico et Grady invitèrent Sonny à la cafétéria mais refirent leurs blagues sur les noms. Mais quand Sonny commença à se moquer d'un type qui s'appelle Jim le péteur, Nico et Grady firent la leçon à Sonny. Sketches : - Garry et Larry : Nico et Grady interprètent deux amis qui ont un talk-show et parlent de plein de choses bizarres, sauf de l'ours derrière qui vient faire sa lessive. Invités : Lanny Horn est Howie Remarques : - Lanny Horn est un des scénaristes de l'épisode et interprète "Howie". - Les décors de "Garry et Larry" sont les mêmes que ceux du "Sous-Sol". |          |                                                                   |                          |                                                |                      |                  |                    |
| 20 | 20       | Les Boutons d'Or Cookie Monsters                                  | Eric Dean Seaton         | Cindy Caponera, Kevin Kopelow et Heath Seifert | 15 novembre 2009     | 120              |                    |
| Zora est défiée par Dakota de la battre à la vente des biscuits des Boutons d'Or. Sonny décide d'aider Zora mais Chad est forcé par Dakota de l'aider et ils vendent plus de biscuits. Pendant ce temps, Tawni est défiée par Sonny de ne plus se regarder dans la glace ce qui l'empêcha de placer son maquillage correctement et le total donna un visage similaire à celui du Joker. Nico et Grady essayèrent un parfum pour attirer les filles mais c'était une arnaque. Ils décidèrent de faire leur propre parfum à partir de trucs que les filles aiment. Sonny découvre que son ancien chef des Boutons d'or du Wisconsin, Mme Montecore, est le chef des Boutons d'Or d'Hollywood. Cela lui donna des Flashbacks sur sa propre expérience lorsqu'elle a essayé d'être aussi un Bouton d'Or à 8 ans. Lorsqu'elle essaya de forcer quelqu'un à leur acheter une boite de Cookies, elle causa le renvoi de Zora. Tandis que Tawni commençait à peindre, Nico et Grady attiraient les filles comme des aimants grâce à leur parfum. Quand Zora soigna la cheville de Mme Montecore, elle récupéra son écharpe de Bouton d'Or et elle reprit la compétition mais elle et Sonny firent un score minable et Sonny eut l'idée d'utiliser le parfum magique de Nico et Grady pour vendre toutes leurs boites. Il s'avèrait que Zora et Dakota étaient ex-aequo. Mais Chad avait une boite et il fut harcelé pour la donner. Il décida de manger les biscuits et s'étouffa. Sonny décida de sauver Chad pour prouver à Mme Montecore qu'elle sait sauver une vie. Elle finit par avoir son écharpe. Tawni finit par se regarder à nouveau et se ré-attacha à elle-même. Sketches : Aucun Invités : Genevieve Hannelius est Dakota Condor, Patricia Bethune est Mme Montecore, Madison De La Garza est Sonny Jeune Référence à : The Cookie Monster Remarques : - Madison De La Garza est la demi-sœur maternelle de Demi Lovato. |          |                                                                   |                          |                                                |                      |                  |                    |
| 21 | 21       | Le Talk-Show Sonny : So Far                                       | Eric Dean Seaton         | Michael Feldman (en) et Steve Marmel           | 22 novembre 2009     | 121              |                    |
| Sonny et Tawni sont invitées sur le plateau de « Je vous ai eu ! » avec Gilroy Smith. Au départ elles sont excitées, mais quand Gilroy leur montra la publicité du Talk-Show, il leur dit de révéler des détails choquants et embarrassants. Pour empêcher cela, elle firent un pacte pour ne rien révéler. Mais Tawni oublia le pacte quand Gilroy les montra faisant le pacte sur son écran. Au fur et à mesure, Sonny commença à penser au moment où elle dansa avec Chad pendant 10 secondes au bal (Episode 11) et Gilroy vit son expression et il sut qu'elle pensait à un garçon. Il la questionna sur tous les garçons qui lui étaient associés jusqu'à ce qu'il fasse venir Chad. Gilroy montra des images rares de Chad et Sonny sur le plateau de Mackenzie la belle vie (Episode 2). Sonny décida d'emmener Chad en coulisses sans se douter qu'il y avait une mini-caméra qui les filmait en direct. Gilroy dit à Tawni qu'elle devait se préparer à voir Sonny se ridiculiser et elle se rappela toutes les choses que Sonny a faites pour elle et elle décida de lui venir en aide à son tour en éteignant l'écran de Gilroy. Gilroy essaya d'arracher la télécommande à Tawni, puis il ralluma l'écran mais il avait manqué une grande partie et son plan était fichu. Sketches : Aucun Invités : Eric Toms est Gilroy Smith |          |                                                                   |                          |                                                |                      |                  |                    |

## Saison 2: 2010
| Tout # | Saison # | Titre                                                            | Réalisateur         | Scénaristes                          | Diffusion États-Unis               | Diffusion France  | Code de Production |
| --- | -------- | ---------------------------------------------------------------- | ------------------- | ------------------------------------ | ---------------------------------- | ----------------- | ------------------ |
| 22 | 1        | La Marche des livres Walk a Mile in My Pants                     | Eric Dean Seaton    | Amy Engelberg & Wendy Engelberg      | 14 mars 2010                       | 8 septembre 2010  | 202                |
| Tawni sortit une nouvelle ligne de pantalons : "Les Jeans Ultra-Moulants de Tawni Hart". Pendant ce temps, Sonny organisa une marche pour les livres mais Chad organisa une marche contre les livres pour que les gens regardent plus Mackenzie la belle vie. Sonny décida de convaincre Tawni de marcher avec eux en portant ses jeans mais ils sont tellement serrés qu'ils ont du mal à bouger les jambes. Si ça marche, Tawni attirera ses fans et ils récolteront plus de fonds. Chad les vit en jeans et les trouva beaux donc il décida d'en acheter pour toute son équipe mais Tawni monta le prix pour Chad et elle ramassa beaucoup d'argent. Sonny et Tawni étaient en retard pour la marche mais Tawni ne pouvait plus bouger ses jambes et elle fut emmenée à l'hôpital. Sonny ne l'a pas cru tout de suite mais elle se rendit compte que Tawni ne jouait jamais la comédie et se précipita à l'hôpital. Le Dr Spector diagnostiqua un "SPS" (Syndrome du pantalon serré) sur Tawni et lui dit qu'il faudra couper son jean. Sonny remarqua que tous les autres portaient les jeans et ils tombèrent en série. Ils furent conduits également à l'hôpital et tous leurs jeans furent coupés. le Dr Spector donna une ordonnance pour Tawni à Sonny mais elle tomba également. Le lendemain, Tawni essaya son médicament : Un énorme pantalon de clown. Nico et Grady se moquèrent du pantalon et elle remit son jean serré. Sur le plateau de Sketches à Gogo, Tawni remarqua que tous ses fans avaient le SPS et elle décida de faire un clip vidéo pour stopper le SPS. On vit après Chad à l'hôpital. Dr Spector lui dit qu'il avait le "SML" (Syndrome du manque de livres). Il a prélevé le Dylan du nom de Chad et l'a greffé à Grady ce qui donna "Grady Dylan Mitchell". Chad se réveilla de ce cauchemar en blâmant le livre qu'il lisait. Sketches : - Vicky au lit : Sonny interprète Vicky, une fille malade qui donne des astuces pour faire des accessoires en vomi, crachat, cire d'oreille ou crotte de nez. - Le Monde du Hula : Sketch répété pendant une scène. Chanson : "Plus de SPS" - Sketches à Gogo ft. Mackenzie la belle vie (2:00) Invités : Robert Clotworthy est Dr Spector Absents : Allisyn Ashley Arm (Zora Lancaster) |          |                                                                  |                     |                                      |                                    |                   |                    |
| 23 | 2        | Glendovie Sonny Get Your Goat                                    | Eric Dean Seaton    | Dava Savel (en)                      | 21 mars 2010                       | 8 septembre 2010  | 204                |
| Sonny et Tawni font partie d'un programme d'échange visant à les faire marcher sur un tapis rouge en tant que "Les Deux Caissières". Chacune voulant la gloire pour elle seule, essayèrent de passer devant l'autre, mais finalement c'est Tawni qui gagna en poussant Sonny de la limousine. Sonny resta et pendant ce temps, ils reçurent Dinka, qui provenait de la Glendovie, lieu de l'échange. Dinka était très bizarre car il avait une moustache touffue et il dit avoir 14 ans. Il parvint à séduire la fille que Nico et Grady n'ont pas séduit. Ils décidèrent de se coller des moustaches afin d'être aussi séduisants que lui mais se retrouvèrent collés à leurs moustaches à cause d'un excès de colle. Tawni devait loger dans une grange pendant qu'une chèvre grignotait ses affaires. En prenant le téléphone de Tawni, la chèvre composa le numéro de Sonny. Tawni y trouva l'occasion de s'excuser et de se vanter d'un endroit chic tandis que Sonny se vantait d'un partenaire idéal pour remplacer Tawni en parlant de Dinka. Sonny fonça alors en Glendovie pour rejoindre Tawni alors que Tawni allait rentrer pour rejoindre Sonny mais elles se retrouvèrent en Glendovie. Pendant ce temps, Nico et Grady demandèrent comment il séduisait la fille, mais il s'intéressait plus à la caisse enregistreuse. Il leur apprit que c'était un programme d'échange pour caissiers et que Sonny et Tawni vont travailler dans un nouvel Hyper-marché. Elles le réalisèrent quand Kafka, le propriétaire, leur cria de travailler et furent forcées de le faire. Elles s'enfuirent après s'être excusées entre elles et Chad arriva mais tomba dans le panneau et fut obligé de travailler et de faire la pub du magasin avec Kafka. Sketches : - Les Deux Caissières : Sonny et Tawni interprètent deux caissières mal élevées qui se moquent des gens en utilisant "Tu encaisse ?". Invités : Michael Kostroff est Marshall Pike, Sam Lerner est Dinka Absents : Allisyn Ashley Arm (Zora Lancaster) Référence à : Annie Get Your Gun |          |                                                                  |                     |                                      |                                    |                   |                    |
| 24 | 3        | Un amour de Proutsie Gassie Passes                               | Eric Dean Seaton    | Dava Savel (en)                      | 28 mars 2010                       | 15 septembre 2010 | 205                |
| Sonny sent que Proutsie manque d'affection, elle prend du temps pour s'en occuper et lui donner de l'affection, ce que sa dresseuse ne lui donne pas. Mais elle découvre qu'en donnant trop d'affection à Proutsie, elle l'empêche de péter sur commande ce qui ruine les sketches sur Proutsie, ainsi que l'adaptation en film "Proutsie et nous". Sonny commença à la nourrir pour lui donner des gaz, mais ça l'a tuée. On découvre que Proutsie faisait la morte parce qu'elle était sous le choc d'être aimée et nourrie comme ça. Ça a aussi choqué Chad de l'avoir vue mourir. Pendant ce temps, Nico et Grady essaient de soutirer de l'argent à Dakota pour acheter de la nourriture qui donne des gaz pour "Proutsie et nous". Sketches : - Proutsie, la chienne péteuse : Proutsie est une chienne qui s'exprime en pétant. Invités : Genevieve Hannelius est Dakota Condor et Siobhan Fallon Hogan est Bella, La dresseuse de Proutsie |          |                                                                  |                     |                                      |                                    |                   |                    |
| 25 | 4        | La Chanson de Sonny Sonny with a song                            | John Fortenberry    | Michael Feldman (en) et Steve Marmel | 11 avril 2010                      | 22 septembre 2010 | 209                |
| Sketches à Gogo reçoit la visite de Trey Brothers, un grand chanteur et Sonny veut lui montrer quelques chansons qu'elle a composées. Pendant ce temps, Nico et Grady testaient une boite magique avec Marshall et il se retrouva coincé dedans. Chad cranait avec un nouveau look : Une frange démesurée et des crocs. Tawni est amoureuse de lui et elle pense que Sonny veut lui voler Trey alors elle vola la chanson de Sonny et dit à Trey que c'est la sienne. Mais Trey a volé la chanson et allait la chanter. Il vola également les tenus de magiciens de Nico et Grady et le nouveau look de Chad. Marshall finit par sortir et Sonny décida de le capturer en utilisant la boite magique de Nico et Grady et elle réussit mais Trey disparut et Tawni atterrit dans la boite. Tawni conseilla à Sonny de chanter la chanson sur le plateau de Sketches à Gogo pour montrer au monde que c'est elle qui l'a faite. Il s'avérait qu'elle chantait très bien. Sketches : Aucun Chanson : "Moi, Moi-même et du temps (Me, Myself And Time)" - Sonny Munroe (3:40) Invités : Guy Burnet est Trey Brothers, Michael Kostroff est Marshall Pike Absents : Allisyn Ashley Arm (Zora Lancaster) |          |                                                                  |                     |                                      |                                    |                   |                    |
| 26 | 5        | Les Ingrats High School Miserable                                | Carl Lauten (en)    | Michael Feldman (en) et Steve Marmel | 18 avril 2010                      | 29 septembre 2010 | 206                |
| Sonny et les autres sont énervés car Dakota est arrivée dans l'émission et leur vole leurs rôles. Alors ils écrivent une lettre à M. Condor qui montre leur insatisfaction. M. Condor s'énerva et vira toute l'équipe en les envoyant dans un lycée public. Dakota devint par conséquent la seule et unique star de Sketches à Gogo. Ça commençait mal pour leur premier jour car une brute s'en prenait déjà à Grady et lui tirait le caleçon puis il fut enfermé dans un casier. Personne ne voulait être leurs amis et ils se sentaient encore plus mal. Il chantèrent la chanson "High School Miserable" mais au lieu d'avoir du succès ils furent hués et le principal leur donna une colle car il est interdit de chanter. Ils téléphonèrent à Marshall pour leur demander de l'aide et il leur raconta que Dakota était talentueuse car elle pouvait danser et chanter en même temps et sa voix le faisait pleurer. Le principal entendit la voix de Dakota au téléphone et eut les larmes aux yeux. Mais il leur donna double-retenue. Sonny essaya de leur montrer les points positifs mais les autres l'enfermèrent dans un casier. Lors de la réunion de l'école, On vit que Chad était venu offrir des T-Shirts avec sa tête ornée d'un chapeau de lauréat. Lorsqu'il vit les autres, il leur tira dessus comme un fou avec son canon à T-Shirts. Et ils se réveillèrent au moment où il écrivirent la lettre et ils y renoncèrent. Sketches : - Les vraies princesses du New Jersey : Une parodie des princesses de Disney. Sonny interprète Blanche (Blanche-Neige), Tawni interprète Cindy (Cendrillon), Zora interprète Belle (La belle au bois dormant) et Grady interprète le miroir magique. - Sally Jenson, l'avocate des enfants : Zora interprète une avocate qui s'occupe de problèmes d'enfants comme vol de sucettes. - Le pirate rappeur : Mentionné par les autres, interprété par Nico. Chanson : "High School Lamentable (High School Miserable)" - Sketches à Gogo (1:30) Invités : Michael Kostroff est Marshall Pike, Genevieve Hannelius est Dakota Condor, Emma Hunton est Martha et E. E. Bell est le Principal Référence à : High School Musical Remarques : - L'opéra chanté en arrière-plan est "Habanera" de Carmen qui est en français. |          |                                                                  |                     |                                      |                                    |                   |                    |
| 27 | 6        | Panique dans les bois The Legend of Candy Face                   | Eric Dean Seaton    | Dan Cohen et F.J. Pratt              | 2 mai 2010                         | 13 octobre 2010   | 203                |
| Quand les équipes de Sketches à Gogo et de Mackenzie la belle vie se faisaient des sales coups par derrière, Mlle Bitterman décida de les emmener camper ensemble pour qu'ils apprennent se faire confiance. Devant le feu, Mlle Bitterman leur raconta la terrifiante histoire de Face de Friandise. Lorsque des évènements mystérieux arrivèrent, l'équipe de Sketches à Gogo fut convaincue que Face de Friandise était derrière tout ça. Il s'avéra que Sonny est somnambule et qu'elle est Face de Friandise. Sketches : - Mackenzie drames aux toilettes : Une parodie de Mackenzie la belle vie. Invités : Vicki Lewis est Mlle Bitterman, Leslie-Anne Huff est Penelope |          |                                                                  |                     |                                      |                                    |                   |                    |
| 28 | 7        | Les Petits Rituels Gummy with a chance                           | Carl Lauten (en)    | Josh Herman et Adam Schwartz         | 9 mai 2010                         | 20 octobre 2010   | 207                |
| Tawni interdit le chewing-gum sur le plateau après avoir trébuché sur un chewing-gum de Sonny. Sonny a pour rituel de mâcher un chewing-gum avant chaque sketch et croit qu'elle ne peut pas être drôle sans. Pendant ce temps, Chad invite Nico et Grady à essayer sa nouvelle salle de gym, mais c'est un stratagème visant à utiliser leurs entrainements comme source d'électricité pour son nouveau dressing écologique. Sketches : - Vicky au lit : Sonny interprète Vicky, une fille malade qui donne des astuces pour faire des accessoires en vomi, crachat, cire d'oreille ou crotte de nez. - La fée des ongles : Tawni interprète une fée qui au lieu de prendre les dents perdues, prend des ongles cassés. |          |                                                                  |                     |                                      |                                    |                   |                    |
| 29 | 8        | Seniors contre juniors Random acts of disrespect                 | Leslie Kolins Small | Dan Cohen et F.J. Pratt              | 16 mai 2010                        | 27 octobre 2010   | 208                |
| Grace Gallagher, une vieille femme, gagna un concours organisé par Sketches à Gogo. ils organisèrent un sketch pour elle, mais le sketch offensa non seulement Grace, mais aussi tous les vieux. Grace et ses amies décidèrent de se venger en faisant une farce à Sketches à Gogo. Pendant ce temps, Chad essaie de rassurer des enfants qui ont peur des clowns mais il finit par y ressembler. Sketches : - Sketches mentionnés : - L'infirmière (Sonny et Nico) - L'écossais (Grady et Tawni) - Les oscars séniors : Des vieilles dames (Sonny et Tawni), récompensent des séries comme "les siffleurs de Waverly Place"(Les sorciers de Waverly Place), "Prénomène Graven"(Phénomène Raven) ou "Nana Montana" (Hannah Montana), mais le sketch offensa Grace. Invités : Estelle Harris est Grace Gallagher, Carol Locatell est Edith et Larry Gelman est Buddy Absents : Allisyn Ashley Arm (Zora Lancaster) |          |                                                                  |                     |                                      |                                    |                   |                    |
| 30 | 9        | La Fausse Petite Amie Grady with a chance of Sonny               | Eric Dean Seaton    | Lanny Horn et Josh Silverstein       | 23 mai 2010                        | 3 novembre 2010   | 216                |
| Le frère de Grady, Grant, se moque de lui parce qu'il n'a pas de petite amie. Sonny se fait passer pour sa petite amie pour que Grady ne perde pas la face. Mais après, Sonny arrive à avoir un rendez-vous avec la star de Tridark : Blake Radisson. Mais Grady s'accroche à ce jeu et Sonny décide avec Grady un plan : Sonny va devenir dégoutante de façon que Grady rompe avec elle et que Grant n'aie pas envie d'elle après. Pendant ce temps, Chad va faire la pub d'une nouvelle barre énergétique à son nom mais Nico et Tawni le roulent en échangeant les barres et sur le paquet truqué, il y a écrit que la barre fait rétrécir. Il remplaça aussi ses habits par des plus grands afin qu'il y croit. Sketches : Aucun Invités : Steven Grayhm est Blake Radisson, Preston Jones est Grant Mitchell Absents : Allisyn Ashley Arm (Zora Lancaster) |          |                                                                  |                     |                                      |                                    |                   |                    |
| 31 | 10       | Fans en secret Falling for the Falls (part 1)                    | Eric Dean Seaton    | Michael Feldman (en) et Steve Marmel | 13 juin 2010                       | 10 novembre 2010  | 201                |
| Connie commence à regarder Mackenzie la belle vie et Sonny finit par devenir accro également. la fin de la saison approche et Sonny alla demander à Chad qu'est-ce qui arrive à Mackenzie et Chloe. Mais Chad comprit "est-ce que tu veux sortir avec moi ?" et il répondit qu'il voulait bien sortir avec elle mais il se rendit compte ce qu'il vient de dire en voyant le regard de Sonny. Pendant ce temps, l'équipe de Sketches à gogo travaillait sur un projet sur l'astronomie et Nico et Grady essayaient de trouver un moyen de le faire faire à Sonny. Sketches : Aucun Invités : Nancy McKeon est Connie Munroe, Leslie-Anne Huff est Penelope |          |                                                                  |                     |                                      |                                    |                   |                    |
| 32 | 11       | Fans en secret : le retour Falling for the Falls (part 2)        | Eric Dean Seaton    | Michael Feldman (en) et Steve Marmel | 20 juin 2010                       | Inconnu           | 217                |
| Sonny et Chad essaient de garder leur relation secrète aux yeux de leurs équipes respectives, mais ils prononcent involontairement le nom de l'autre pendant une scène/sketch. Les équipes devient suspicieuses. Lors de leur premier rendez-vous, Chad craque sous la pression après avoir bu des litres de verres d'eau et recracha pendant une minute toute l'eau sur Sonny. Cette mésaventure atterrit dans "Tendance Ado Magazine" et les équipes finissent par apprendre la vérité. Furieuse, Sonny rompit avec Chad. A l'appartement de Sonny, Connie décida de jeter, symboliquement, tous les coffrets des saisons de Mackenzie la belle vie. Mais Chad vint s'excuser à Sonny et lui montra un panneau publicitaire à sa fenêtre qu'il a fait installer. On y voit Chad orné d'un chapeau de pantin avec Sonny à côté et écrit "J'ai été fou avec toi". Ils décidèrent de faire un second rendez-vous devant le panneau mais l'équipe de Sketches à Gogo les vit par la fenêtre de Sonny et leur crièrent dessus au loin. Les quatre sont allés sur le panneau pour les blâmer mais ils étaient partis. La note leur arriva et on entendit la voix de Chad : "C'est qui les idiots maintenant ?". Sketches : Aucun Invités : Nancy McKeon est Connie Munroe, Leslie-Anne Huff est Penelope |          |                                                                  |                     |                                      |                                    |                   |                    |
| 33-34 | 12-13    | Le Complot contre Sonny (épisode d'1h) Sonny with a secret       | Eric Dean Seaton    | Michael Feldman (en) et Steve Marmel | 18 juillet 2010                    | Inconnu           | 212-213            |
| On voit qu'il y a 1 an, Sonny disait au revoir à son lycée du Wisconsin, promettant de revenir pour le tir du canon à fromage, symbolique dans ce lycée. Aujourd'hui, Sonny fête ses 1 an à Sketches à Gogo. Elle reçut un gâteau avec écrit "Sonny est un imposteur". L'info passa à la télévision et Ryan, le présentateur, reçut une lettre disant : "Sonny n'est pas la fille qu'elle dit qu'elle est". Quelqu'un voulait nuire à Sonny, mais qui ? Pendant ce temps, Nico et Grady testent un détecteur de trésors et trouvèrent une pièce en or. Sonny alla faire les boutiques avec Pénélope (de Mackenzie la belle vie) et Tawni quand on trouva un collier volé dans son sac. Marshall fut harcelé par la presse pour avoir des informations sur Sonny mais il tint le coup et Chad aida Sonny à leur échapper. L'identité de l'auteur du mot sur le gâteau était censurée et sa voix aussi. Apparemment, Sonny avait volé cette fille, mais comment ? Sonny attendit Ryan cachée dans une poubelle pour avoir des informations sur cette fille, mais Nico et Grady découvrirent leur pièce dans la poche de Sonny et ça nuit à nouveau à son image. Plus tard, on découvrit son identité : C'était un sosie de Vicky, le personnage qu'interprétait Sonny. Sonny avait-elle volé Vicky ? Comme Marshall n'avait pas de preuve de son innocence, il vira Sonny de Sketches à Gogo. Sonny rentra chez elle, toujours harcelée par les médias, et Chad vint lui rendre visite déguisé en traiteur chinois, mais lui non plus trouvait de preuve de son innocence et Sonny le mit dehors, frustrée de son comportement. Tawni lui rendait visite après, disant à Sonny qu'elle apparaissait dans ses rèves. Comme Tawni était devenue invisible pour les médias, Sonny se déguisa en elle et s'enfuit avec elle. Tawni était décidée à la conduire dans le Wisconsin pour résoudre le mystère de Vicky. Pendant ce temps, Zora analysa la pièce de Nico et Grady, et découvrit qu'elle était en chocolat. Mais elle découvrit la clé du mystère. Chad regrettait ce qu'il avait fait à Sonny et pleurait devant des photos d'elle au lieu de tourner les scènes de Mackenzie la belle vie avec Pénélope. Sonny et Tawni eurent un problème de voiture et le dépanneur leur demanda 500$ pour la réparation mais elles n'avaient pas d'argent, alors il les défia dans un clash de blagues à une auberge, et le gagnant emporte toutes les affaires de Sonny et Tawni ainsi que la voiture réparée. Elles gagnèrent et Sonny oublia son portable. Chad appela Sonny et tomba sur le dépanneur, à qui il fit ses excuses. Chad décida d'emmener Nico, Grady et Zora dans son Jet privé, pour aller rejoindre Sonny. Il s'avérait que le pilote était Pénélope, qui avait manigancé cette affaire depuis le début. Elle qui était Vicky, Elle qui a volé le collier, Elle qui a volé la pièce de Nico et Grady. Tout ça pour obtenir Chad. Zora se rendit compte qu'elle avait tout faux sur la clé du mystère. Chad préférait Sonny, alors elle dévia l'avion en chute libre et vola les parachutes en se parachutant elle-même. Sonny et Tawni furent arrêtées pour excès de vitesse mais à ce moment, les autres arrivèrent sur un seul parachute, tous accrochés à Grady. Chad réussit à distraire le policier qui laissa Sonny. Chad, Nico et Grady s'excusèrent à Sonny, et elle partit avec la bombe en fromage sur la moto du policier. Zora se rendit compte que c'est une vraie bombe et elle décida d'aller donner la vraie bombe en fromage à Sonny avant qu'il ne soit trop tard. Vicky était en train de faire un discours à l'école de Sonny quand elle arriva et Sonny fit un discours elle-même. Tawni démasqua Pénélope sous le déguisement de Vicky et Zora se rendit compte qu'elle avait à nouveau tout faux sur la solution de l'enquête. Sonny finit par tirer le canon de fromage, mais sur Ryan ce qui le ridiculisa. Sketches : - Vicky au lit : Sonny interprète Vicky, une fille malade qui donne des astuces pour faire des accessoires en vomi, crachat, cire d'oreille ou crotte de nez. Invités : Michael Kostroff est Marshall Pike, Leslie-Anne Huff est Penelope et Regan Burns est Ryan Loughlin |          |                                                                  |                     |                                      |                                    |                   |                    |
| 35 | 14       | Pauly l'ours polaire The problem with pauly                      | Shelley Jensen      | Josh Herman et Adam Schwartz         | 8 août 2010                        | 1er décembre 2010 | 214                |
| Sonny rencontra la star de "Pauly et les copains". Sonny accepta de porter le costume de Pauly pour que Hank, l'acteur de Pauly, fasse une pause. Hank ne veut pas revenir dans le costume et Sonny est coincée dans ce job, ce qui l'obligea à manquer le septième hebdo-anniversaire de Sonny et Chad. Sketches : Aucun Invités : Daniel Roebuck est M. Condor, Bobby Slayton est Hank, Vicki Lewis est Mlle Bitterman Absents : Allisyn Ashley Arm (Zora Lancaster) |          |                                                                  |                     |                                      |                                    |                   |                    |
| 36 | 15       | Phénomène Sonny That's so Sonny                                  | Eric Dean Seaton    | Dava Savel (en)                      | 29 août 2010                       | Inconnu           | 215                |
| Alors que le nombre de fans de Chad va atteindre le million, il remarque une grave baisse du nombre de fans, alors il consulte la présidente de son fan-club, Amber, qui arrive à la conclusion que Sonny fait baisser sa popularité. Sketches : Aucun Invités : Raven-Symoné est Amber Tout Roule |          |                                                                  |                     |                                      |                                    |                   |                    |
| 37 | 16       | Affection contagieuse Chad without a chance                      | Eric Dean Seaton    |                                      | 19 septembre 2010                  |                   | 210                |
| Sonny attrape la grippe alors Chad et les autres vont prendre soin d'elle. Mais Chad se retrouve à faire les corvées de tout le monde. Sketches : - Vicky au lit : Sonny interprète Vicky, une fille malade qui donne des astuces pour faire des accessoires en vomi, crachat, cire d'oreille ou crotte de nez. |          |                                                                  |                     |                                      |                                    |                   |                    |
| 38 | 17       | Mes deux Chad My Two Chads                                       |                     |                                      | 26 septembre 2010                  |                   | 224                |
| Sonny découvre en faisant du vélo que Chad envoie un autre Chad à ses rendez-vous "dangereux" et Chad finit par avouer qu'il ne sait pas faire du vélo. Tawni les invita dans l'émission télé qu'elle présente et Sonny découvrit que Chad ne sait rien sur elle. Elle ne lui donna pas de chance supplémentaire, mais dès que Chad fit des efforts pour faire du vélo, elle lui pardonna. Sketches : Aucun Invités : Lou Ferrigno est lui-même, Sterling Knight est Chaz Myltan Looper |          |                                                                  |                     |                                      |                                    |                   |                    |
| 39 | 18       | Le Spécial Halloween A So Random Halloween Special               | Eric Dean Seaton    |                                      | 17 octobre 2010                    |                   | 226                |
| A l'occasion du spécial Halloween de Sketches à Gogo, une série de sketches d'halloween vont se suivre et en vedette : Shaquille O'Neal et Allstar Weekend. Sketches : - Les Deux Caissières : Sonny et Tawni interprètent deux caissières mal élevées qui se moquent des gens en utilisant "Tu encaisse ?". Dans cette partie, Sonny et Tawni échangent leurs coiffures. - Pour un bon Halloween : Shaquille donne des conseils sur ce qu'il faut faire et ne pas faire à une soirée d'Halloween. - Le monstre de sous le lit : Un monstre effraie Zora et essaie de se servir de sa connexion internet. - Les Deux Caissières partie 2 : Dans cette partie, Shaquille O'Neal devient Shacula - Pour un bon Halloween partie 2 : Shaquille donne des conseils sur ce qu'il faut faire et ne pas faire à une soirée d'Halloween. - Le restoroute de Roadkill McGill : Grady interprète un type qui gère un restaurant dans sa voiture et arnaque les routiers. - Pour un bon Halloween partie 3 : Shaquille donne des conseils sur ce qu'il faut faire et ne pas faire à une soirée d'Halloween. - Les Deux Caissières partie 3 : Dans cette partie, elles insultent une sorcière en disant qu'elle porte un costume tellement elle est moche, alors la sorcière leur jette un sort qui va les rapetisser. - Making Babies Cry : Nico fait pleurer des bébés tout en chantant. Invités : Shaquille O'Neal est lui-même et Allstar Weekend sont eux-mêmes Chansons : - "Une œuvre d'art (Work Of Art)" - Sonny Munroe (2:57) - "Faire pleurer les bébés (Making Babies Cry)" - Nico Harris (2:10) - "S'abaisser à l'amour (Come Down With Love)" - Allstar Weekend (2:10) |          |                                                                  |                     |                                      |                                    |                   |                    |
| 40 | 19       | Le Rendez-Vous de Zora Sonny with a 100% Chance of Meddling      | Ron Mosely          | Lanny Horn et Josh Silverstein       | 24 octobre 2010                    |                   | 219                |
| Sonny organise un rendez-vous entre Zora et un jeune acteur invité dans Mackenzie la belle vie. Mais celui-ci a le beguin pour Sonny. Sonny va tout faire pour réparer le cœur brisé de Zora. Invités : Genevieve Hannelius est Dakota Condor, Billy Unger est Wesley Williger |          |                                                                  |                     |                                      |                                    |                   |                    |
| 41 | 20       | La Vengeance de Dakota Dakota's Revenge                          | Eric Dean Seaton    |                                      | 14 novembre 2010                   |                   | 211                |
| Les acteurs de Sketches à Gogo furent "conviés" à l'anniversaire de Dakota, et furent "invités" à lui offrir un cadeau. Son père va lui offrir un vélo neuf et elle le découvrit à l'avance, alors elle l'orna d'une alarme à loser destinée aux acteurs de Sketches à Gogo. Tawni a accidentellement cassé le vélo de Dakota, en roulant dessus, alors Zora leur conseilla d'aller voir Izzy, le technicien, car il est connu pour pouvoir tout réparer. Pendant ce temps, Nico et Grady virent que Chad à l'intention d'offrir une chanson à Dakota, alors ils vont la saboter. Izzy a fini de réparer le vélo, mais il manque la sonnette et c'est Dakota qui la porte pour éviter qu'on la lui vole. Pendant son sommeil, Sonny et Tawni lui volèrent la sonnette et l'apportèrent à Izzy. Nico et Grady accrochèrent des ballons à la chaise de Chad pendant qu'il chantait et il s'envola. Nico et Grady s'écroulèrent de rire à la vue de Chad en train de s'éloigner. Izzy rapporta le vélo à Dakota et M. Condor punit Dakota pour avoir vu le cadeau avant. Invités : Genevieve Hannelius est Dakota Condor, Daniel Roebuck est M. Condor et Richard Libertini est Izzy |          |                                                                  |                     |                                      |                                    |                   |                    |
| 42 | 21       | Le Premier Baiser Sonny with a Kiss                              | Eric Dean Seaton    |                                      | 21 novembre 2010                   |                   | 220                |
| Sonny et Chad sont interviewés en tant qu'un couple quand l'interviewer se moqua d'eux, à cause du fait qu'ils ne se sont pas encore embrassés. Leurs fans commencèrent à les harceler. Durant le sketch "Baiser pour un dollar", Sonny essaya d'y faire venir Chad, mais il n'a pas pu à cause d'une rage de dent. Sonny ne l'a pas cru et il ne put s'expliquer car le dentiste arriva. Plus tard, Sonny finit sa répétition et Chad vint lui dire qu'ils s'embrasseront que lorsque eux le voudront, pas lorsque les fans leur demanderont. Chad organisa un pique-nique à la plage pour eux deux, et Chad essaya de l'embrasser mais les paparazzi les traquèrent. Après avoir un endroit tranquille, ils s'embrassèrent. Pendant ce temps, Nico et Grady entendirent des bruits fantomatiques venir d'une peinture accrochée dans leur dressing-room temporaire. Ils appelèrent les pompiers et volèrent leur tuyau pour arroser la peinture ce qui facha le propriétaire du dressing. Tawni est énervée car on lui a livré le mauvais rouge à lèvres. |          |                                                                  |                     |                                      |                                    |                   |                    |
| 43 | 22       | Le Spécial Noël de Sketches à Gogo A So Random Christmas Special | Eric Dean Seaton    |                                      | 28 novembre 2010                   |                   | 218                |
| A la manière du spécial Halloween, Une série de sketches seront diffusés sur le thème de noël, avec Joe Jonas et Chad Dylan Cooper comme invités. Sketches : - Les vraies princesses du New Jersey : Une parodie des princesses de Disney. Sonny interprète Blanche (Blanche-Neige), Tawni interprète Cindy (Cendrillon), Zora interprète Belle (La belle au bois dormant), et Chad interprète le Prince Charmant. - Le restoroute de Roadkill McGill : Grady interprète un type qui gère un restaurant dans sa voiture et arnaque les routiers. - Les pires job de Noël : Joe dit les pires boulots qu'on peut faire à noël. - 12 jours de Mal-à-Noël : Une famille reçut un cadeau très spécial : un Joe Jonas ! - Le monologue de Chad : le public posa des questions à Chad, mais malheureusement pour lui, on ne le voyait qu'en Mackenzie. Invités : Joe Jonas est lui-même, Michael Kostroff est Marshall Pike Chansons : - "Quoi Faire (What To Do)" - Sonny Munroe (3:00) Remarque : Dans cet épisode, on ne montre pas le générique. |          |                                                                  |                     |                                      |                                    |                   |                    |
| 45 | 23       | Le Retour de Grant Sonny With A Grant                            | Eric Dean Seaton    |                                      |                                    |                   | 221                |
| L'équipe de Sketches à Gogo part en vacances. Tawni voulait partir à Mexico mais sa croisière est annulée à cause d'un ouragan. Nico et Zora vont chez eux et Sonny va à Camp Comédie. Sonny et Chad essayèrent de garder le contact mais elle n'arriva pas à avoir du réseau. Chad donne la liste de ses exigences à M. Condor, qui accepta. Mais Chad en voulut plus, alors, il fut viré. Grant (le frère de Grady) rendit visite à Grady et il fut engagé pour remplacer Chad dans Mackenzie la belle vie. Grady convainquit Chad de revenir reprendre son rôle. Pour cela, il fit croire que Chad l'avait remplacé en tant que président des Delta Nu. Grant démissionna, furieux. M. Condor implora Chad de revenir et il accepta. Sonny se retrouva à faire la promo de Camp Comédie. Invités : Daniel Roebuck est M. Condor, Preston Jones est Grant Mitchell |          |                                                                  |                     |                                      |                                    |                   |                    |
| 47 | 24       | Les Rèves de Marshall Marshall with a chance                     | Eric Dean Seaton    |                                      | 2010/2011                          |                   | 228                |
| Marshall critiquait les idées de Sketches de Sonny, Tawni, Grady, Nico et Zora, dont "Où est le Wasabi ?". Ils se filmèrent en train de se moquer de Marshall en l'imitant que Sonny envoya à Marshall sans le faire exprès. Lorsque l'équipe fut convoqués dans le bureau, Sonny encouragea Marshall à réaliser son rêve de faire un One-Man Show. Invités : Michael Kostroff est Marshall Pike |          |                                                                  |                     |                                      |                                    |                   |                    |
| 45-46 (en 2 parties) | 25-26    | Nouvelle fille New girl                                          | Eric Dean Seaton    |                                      | 19 décembre 2010 et 9 janvier 2011 |                   | 222                |
| Sketches à Gogo et Mackenzie la belle vie sont nommés aux Préado Magazine Awards et une tension entre les deux règnes. Sonny et Chad restent soudés et Sketches à gogo gagna. Chad fit recompter les voies et finalement, c'était Mackenzie qui avait gagné. Sonny rompit avec Chad à cause de son attitude égoïste. Les autres essayèrent de soulager Sonny. Ryan raconta que Chad devenait jaloux que Sonny devienne plus populaire que lui. Il essaya de récupérer Sonny en lui chantant une chanson. Invités : Daniel Roebuck est M. Condor, Regan Burns est Ryan Loughlin Chansons : - "Que faire (What To Do)" - Sonny Munroe (2:53) L'équipe de Sketches à Gogos ne font qu'inventer des Sketchs concernant l'attitude de Chad, ce qui déplait à Sonny. Grady lui propose d'aller dans un café, où il tombe amoureux de la serveuse. Sonny a envie de chanter dans ce café, mais elle a peur que les autres se moquent. Elle réserve la scène avec l'aide de la serveuse alors que normalement, c'est l'heure où elle chante. La serveuse et Sonny font un pari : si le public applaudit Sonny, la serveuse lui donne 30$, et dans le cas contraire Sonny lui doit 30$. Chad, voulant aider Sonny, engage des figurant de Mackenzie La Belle vie en espérant que Sonny lui soit reconnaissante pour son service. Mais cette dernière découvre la tricherie de Chad, et passe donc pour une tricheuse aux yeux de la serveuse, avec laquelle elle avait tenu le pari, ce qui a pour effet d'énerver encore plus Sonny contre Chad. Le soir même, elle se rend chez la serveuse, pour lui proposer de remettre le pari avec un vrai public au lendemain. Dans le courant de la soirée, elles deviennent finalement amies. Le lendemain donc, Sonny commence à chanter, mais elle aperçoit Chad dans le public, et s'aperçoit qu'elle n'arrive pas à chanter devant lui. Elle s'en va, et la serveuse arrive chez elle, en lui montrant qu'elle a écrit la chanson pour Chad, car elle a encore des sentiments pour lui. Chansons: What To Do de Sonny (Demi Lovato) |          |                                                                  |                     |                                      |                                    |                   |                    |